# هولي ميتشيل
هولي ميتشيل (بالإنجليزية: Holly Mitchell)‏ هي سياسية وممثلة أمريكية، ولدت في 7 سبتمبر 1964 في لوس أنجلوس في الولايات المتحدة.

## أعمال

### أفلام
- ماما ميا! لنذهب مرة أخرى[2][3]

## وصلات خارجية
- هولي ميتشيل على موقع IMDb (الإنجليزية)